# سیکا (داغستان)
سیکا (به لاتین: Sika) یک منطقهٔ مسکونی در روسیه است که در داغستان واقع شده‌است.